# Procés de destitució de Dilma Rousseff
El procés de destitució de Dilma Rousseff és un procés politicojudicial emprès contra la presidenta del Brasil Dilma Rousseff per a destituir-la del càrrec. El procés va començar amb l'acceptació, el 2 de desembre del 2015 pel president de la Cambra dels Diputats, Eduardo Cunha, de la denúncia per crim de responsabilitat facilitada pel procurador de justícia Hélio Bicudo i pels advocats Miguel Reale Júnior i Janaina Paschoal.
Les acusacions a les quals s'enfrontava Dilma Rousseff són la violació de la Llei de pressuposts i la Llei de probabilitat administrativa, a més de sospites d'implicació de la presidenta en l'afer Petrobras, per suposada corrupció, l'objecte del qual s'estava investigant per part de la Policia Federal, dins de l'anomenada Operació Lava Jato. Tres juristes contesten la denúncia presentada pels tres lletrats. Consideren que les anomenades "pedalades fiscals" no són objecte de delicte i que no existeixen proves de la implicació de Dilma per justificar-ne l'impeachment, és a dir, la moció de censura.
A partir de l'acceptació de la sol·licitud, es forma una comissió especialitzada a la Cambra dels Diputats per a decidir sobre l'admissibilitat de la denúncia. L'audiència comença amb les declaracions dels autors de la denúncia i de la mateixa Dilma, mentre al mateix temps els carrers del Brasil es veuen ocupats per manifestants dividits entre aquells que donen suport a la moció de censura, i els que la rebutgen.
Després de les deliberacions, l'informe elaborat per la comissió es mostrà favorable a la moció de censura de la presidenta. El 38 dels diputats que formen la comissió van acceptar-la contra el 27 que s'hi van manifestar en contra. El 17 d'abril del 2016 la Cambra dels Diputats valida l'informe amb 367 vots a favor i 137 en contra.

## Context, antecedents i causes

### El retrocés econòmic
Durant la primera legislatura de la president Dilma Russeff, el Brasil havia experimentat un creixement continuat. El governant Partit dels Treballadors (PT) havia aconseguit que la situació del país anés millorant. Els sectors més desfavorits de la població es van beneficiar d'algunes mesures significatives, com la "borsa família", un programa que ofereix ajuda econòmica a les famílies més pobres i que arriba a una quarta part de la població. Tot això s'havia realitzat sense perjudicar gaire els interessos de les empreses. Les diferències socials, de fet, continuaven essent molt grans. Però havia anat sorgint una classe mitjana, molt potent a certes àrees del país i començava a quallar la idea que el Brasil acabaria convertint-se en un país dominat per la classe mitjana.
Aquesta dinàmica, que generava un cert consens, es va trencar amb la recessió global. Els ingressos de moltes llars van caure. Les pressions per acabar amb la "borsa família" es van incrementar. Va començar a fer-se visible que les classes mitjanes, en lloc de créixer, tenien tendència a reduir-se. L'any 2011 el PIB del país creixia un 2,9%, però, dos anys després la caiguda dels preus de les matèries primeres repercuteix sobre el mateix PIB que cau en un 0,8. El mateix any Dilma Russeff és reelegida presidenta del Brasil, tot i que d'ençà el PIB ha anat caient. El 2015 la caiguda ja era del 4,6%. La inflació s'ha anat accelerant i el 2016 es troba en un 11%. Paral·lelament, les reformes i treballs d'obra portats a terme pel govern a fi de tenir el país preparat per als Jocs Olímpics del 2016 van anar incrementant el descontentament. Segons pot informar la premsa, són molts els que critiquen els diners destinats a infraestructures, sense parlar del malestar per unes obres que a 100 dies dels jocs encara estaven per ser enllestides. Per tot plegat començava a semblar que el Brasil continuaria sent un país dividit entre rics molt rics i pobres molt pobres.

### El sistema polític brasiler
En aquest context de crisi econòmica s'hi afegeix la dificultat de governar el país. Brasil té un sistema polític presidencialista. El president és elegit per vot directe de tots els brasilers i té amplis poders. Però el president a vegades té molts problemes amb les dues cambres, la dels Diputats i el Senat, ja que en aquests òrgans és imprescindible una àmplia aliança per poder governar. Els partits minoritaris moltes vegades tenen la clau de la governabilitat i, per tant, a vegades tenen una influència desmesurada. A més a més dels partits, a les cambres s'articulen grups de pressió que són transversals i que poden agrupar a membres de diferents partits; és el cas de la "bancada agrària" (els representants de l'agronegoci, partidaris de reduir les lleis de medi ambient i de protecció als indis), la "bancada evangèlica" (els integristes de les esglésies evangèliques), o la "bancada de l'arma" (els partidaris de liberalitzar la venda d'armes al país).
Tot i que Dilma Rousseff va obtenir una majoria àmplia a les presidencials del 2014, el seu partit, el PT, tan sols té 57 dels 513 diputats. Amb els seus sis aliats aconseguia 198 escons, dels 513 que hi ha a la Cambra dels Diputats. En total hi ha 22 partits representats a la Cambra de Diputats. Els principals partits d'oposició a Dilma són el PSDB (Partit de la Socialdemocràcia Brasilera) i el PMDB (Partit del Moviment Democràtic Brasiler).

### L'entramat de corrupció

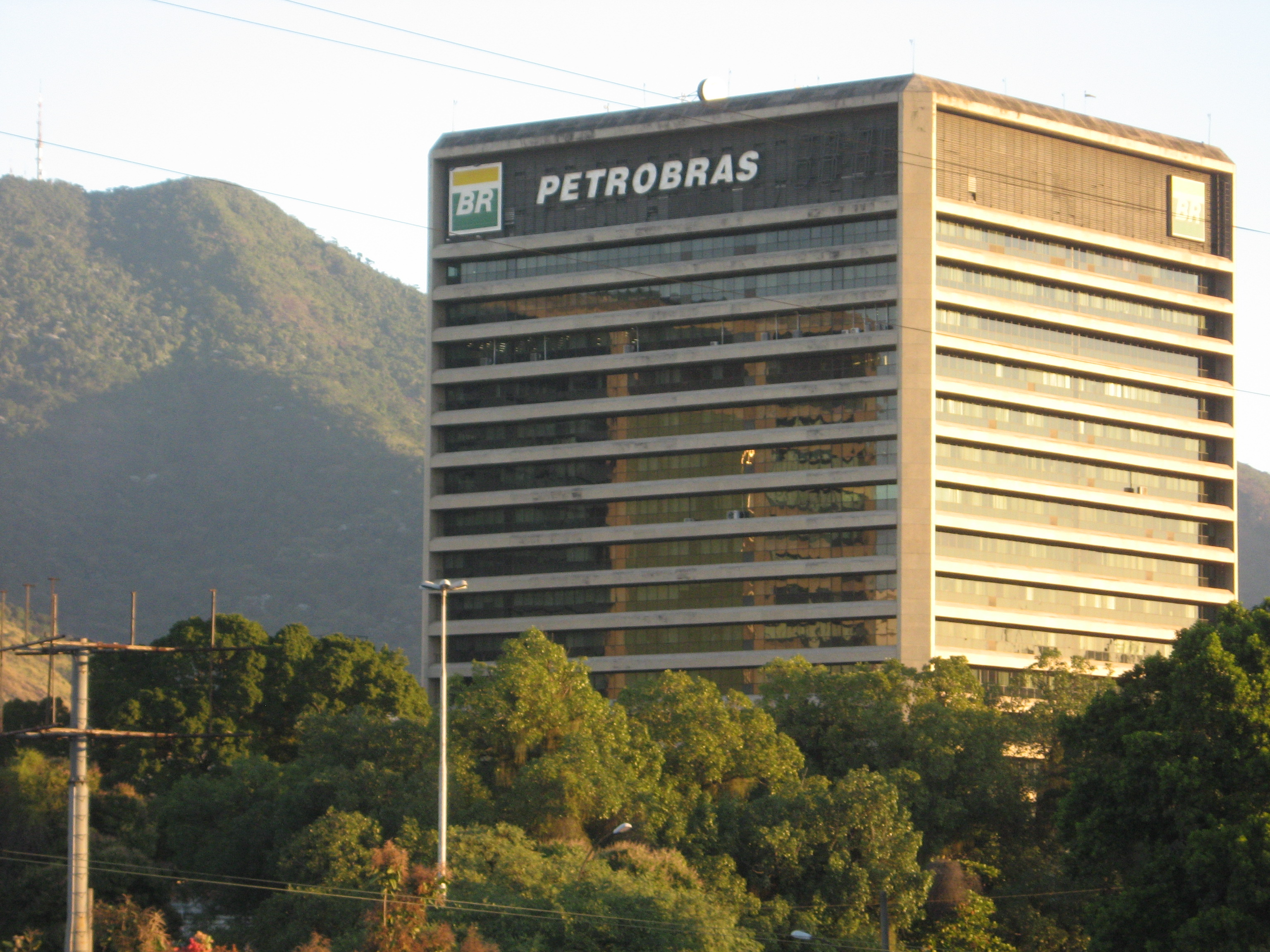
Edifici de Petrobras.

#### Les pedalades fiscals
Un dels motius que expliquen el procés de moció de censura contra Dilma Rousseff són les anomenades pedalades fiscals. És una expressió emprada per la premsa per tal de designar la suposada maniobra comptable del govern de la presidenta Dilma Rousseff amb la qual falsejava els comptes per fer veure que ingressava més del que gastava. La maniobra permetia no pagar als bancs públics i sectors privats que s'encarregaven d'exercir com a intermediaris en la distribució de les "borsa família", fent carregar les despeses als bancs mateixos, sense que els destinataris finals n'estiguessin al corrent.

#### El cas Lava Jato
El 2014 la Policia Federal de Brasil va iniciar una investigació fiscal a una empresa de rentada de cotxes (Lava Jato) de Curitiba. Ben aviat van adonar-se que es tractava d'un negoci destinat, bàsicament, al blanqueig de diners. A través d'aquesta investigació ben aviat la policia va adonar-se que bona part dels diners a blanquejar procedien de Petrobras, l'empresa petroliera estatal brasilera. Aquesta havia començat a construir un complex petroler amb l'ajuda i promesa l'any 2013 de subvencionals governamentals milionàries. Davant les dificultats per estirar el fil i arribar als responsables darrers del negoci, la fiscalia va recórrer a la "delació premiada": els implicats que confessaven i delataven als altres membres del grup rebien una reducció sensible de penes.
L'escàndol Petrobras (Petrolão o Lava Jato) va tenir cada cop més ramificacions. I va quedar clar que molts membres de l'elit política brasilera havien obtingut beneficis de la petroliera estatal. Aquesta empresa, de fet, havia subvencionat, simultàniament, el partit del govern i els partits de l'oposició des de feia dècades. Molts polítics que havien ocupat posicions de responsabilitat van començar a ser acusats de desviar diner públic. Entre ells, fins i tot hi ha l'expresident del país, Fernando Collor de Mello. Les investigacions derivades del cas Petrobras han afectat també a les dues grans constructores brasileres: Andrade Gutierrez i Odebrecht. Això sense parlar de l'aturada econòmica a la localitat de Itaborat, lloc de construcció del complex petroler, que ha vist com augmentava l'atur i els projectes immobiliaris queien. I és que l’ombra del cas Petrobras és molt allargada i arriba fins a la campanya presidencial del 2014. Part d’aquesta campanya va ser finançada per algunes de les empreses constructores implicades a l’operació Lava Jato de manera que es va aixecar la sospita. És difícil discernir entre quins diners són il·legals i quins no quan es tracta de les constructores més grans del país amb obres a tot el Brasil, però el Tribunal Superior Electoral està investigant si la campanya es va finançar amb diners il·legals.

### L'esclat de les manifestacions

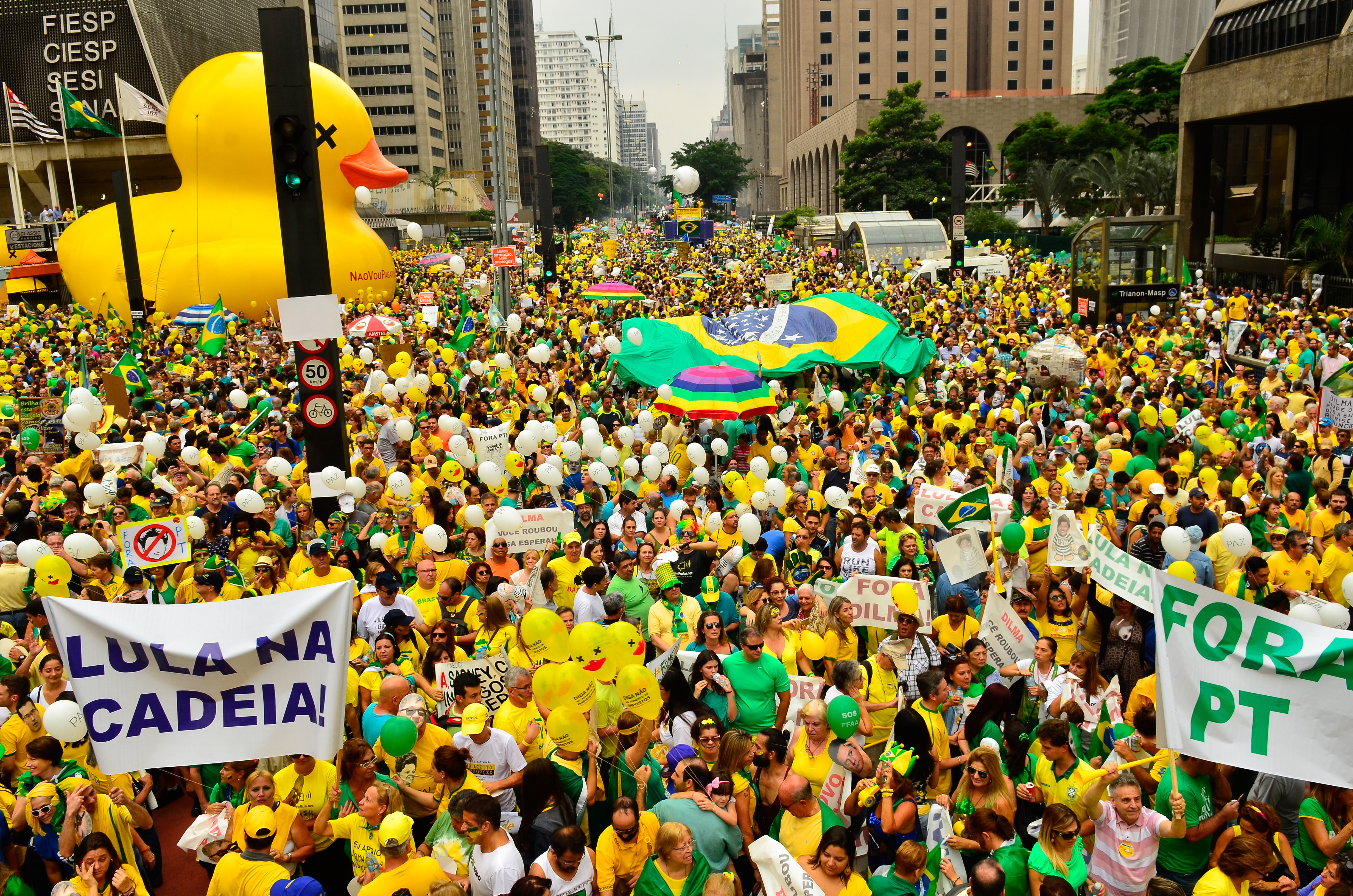
Manifestació a São Paulo.

L'escàndol de corrupció, sumat a la recessió econòmica, ha generat molt de malestar. El PT, que tradicionalment havia controlat el carrer, ha vist amb sorpresa com l'oposició de dretes ha començat a organitzar actes multitudinaris als espais públics. Amb banderes del Brasil, i roba verda i groga, els manifestants protesten periòdicament contra el govern Dilma. Alguns, molt minoritaris, fins i tot reclamen la necessitat d'un cop militar. El PT ha mobilitzat als seus partidaris, que han organitzat contramanifestacions amb robes i pancartes de color vermell. Tot i això, també molts brasilers s'han quedat a les seves cases: cada cop hi ha més gent completament desenganyada de la política.

## El procés de moció de censura
A mesura que avançaven les investigacions i sortien nous noms, la pressió sobre el govern va anar augmentant i el punt d'inflexió va ser l'entrada en escena d’Eduardo Cunha, un polític molt conservador i una figura molt controvertida al Brasil. Membre del PMDB, l’ombra de sospita de la corrupció i els escàndols ha estat una constant en la seva vida política. Arran de l’aparició del seu nom a l’operació Lava Jato, Cunha va acusar el PT d’haver influït en la seva vinculació al cas Petrobras i, utilitzant el seu poder com a president de la Cambra de Diputats, va iniciar la desestabilització del govern. Va començar a frenar les iniciatives governamentals i va crear una agenda pròpia a través de mesures de caràcter més conservador que no tenien el suport del govern. El procés va començar amb l'acceptació el 2 de desembre del 2015 per part del President de la Cambra dels Diputats, Eduardo Cunha, de la denúncia per crim de responsabilitat facilitada pel procurador de justícia Hélio Bicudo i pels advocats Miguel Reale Júnior i Janaina Paschoal.

### Arguments per a l'impeachment
Els autors de la sol·licitud per endegar el procés de moció de censura van argumentar que Dilma no havia castigar com hauria les irregularitats en el cas Petrobras. Per als autors és especialment greu que la presidenta hagués negat l'entramat de Petrobras durant la campanya electoral del 2014. A més, creuen legítima la seva denúncia vist que acusen la presidenta d'haver decretat crèdits suplementaris de valors molt elevat sense l'autorització del Congrés Nacional durant el 2014 i 2015, fet que deixa la presidenta davant de crim de responsabilitat. Per acabar, els autors també esmenten les pedalades fiscals com a argumentació justificativa per a l'impeachment.

#### Context
L'escàndol del cas Petrobras va esclatar pocs mesos abans de les eleccions de l’octubre de 2014. L’implicació de membres del PT i del govern i algunes possibles vinculacions amb l'entorn de la presidenta va fer que la seva popularitat comencés a caure en picat. Però Dilma va resistir i va aconseguir sortir reelegida amb un ajustat 51,64% dels vots. Va guanyar però ja va iniciar el mandat molt debilitada, amb mobilitzacions al carrer i un any després amb un procés de moció de censura a sobre la taula que l'acusa de mirar a una altra banda.

### L'intent per salvar els mobles

#### Lula da Silva com a escac
A principis del passat mes d'abril del 2016 Dilma havia ja perdut el control de la governabilitat, mentre el procés de moció es girava en contra seva. L'expresident Lula va ser forçat a declarar davant del jutge per la seva presumpta implicació al cas Petrobras. I això va encendre els carrers encara més. Davant d’això, Dilma va posar la figura de Lula sobre el taulell de joc per intentar revertir la situació. La presidenta va nomenar-lo ministre de la Casa Civil, una mena de primer ministre que el col·locava en una posició de poder per negociar amb altres partits i controlar el govern. Amb això, Dilma buscava dos objectius principals: en primer lloc, protegir Lula de l’investigació judicial, ja que passava a ser aforat. I un segon objectiu enfocat a aprofitar el carisma i la capacitat negociadora de Lula per recuperar el control del país aconseguint més suports al Congrés, crear de nou una agenda pròpia del govern per lluitar contra la crisi i, a més, guanyar punts i vots per frenar l’impeachment. Però res d’això s’ha complert. Poques hores després del seu nomenament, diversos jutges van suspendre aquest nou càrrec i Lula no va poder exercir com a ministre.

#### Crítiques a la imparcialitat judicial
La investigació judicial liderada per Sérgio Moro ha estat objecte de crítiques des dels sectors favorables al govern. I és que denuncien que s’ha instrumentalitzat la justícia per aconseguir derrocar Dilma i el PT en el que ells anomenen un cop d’estat. Acusen el jutge de tenir interessos polítics privats per estar duent a terme una investigació judicial molt selectiva centrant-se massa en el PT quan també hi ha altres partits involucrats. Segons apunta la revista Mirall: "pot ser que els seguidors de Dilma i Lula exagerin les crítiques per protegir-se però també és cert que, en diverses ocasions, Sérgio Moro ha fet de la investigació un autèntic xou mediàtic. Portar la policia a casa de Lula per forçar-lo a declarar enmig d’una gran expectació mediàtica quan ell s’havia ofert a parlar amb el jutge o filtrar desenes d’escoltes telefòniques de l'expresident el mateix dia que Dilma anomenava Lula ministre quan les converses enregistrades no proven cap delicte, són alguns dels episodis més qüestionats de la investigació". Però també hi ha acusacions cap al procés obert pel Tribunal Superior Electoral que investiga si la campanya de Dilma es va finançar de manera il·legal. Les constructores implicades al cas Petrobras que van finançar la campanya de la presidenta també van finançar la del seu rival en la cursa presidencial i l’actual cap de l’oposició Aécio Neves, del Partit de la Social Democràcia Brasilera (PSDB). Segons rebla la Revista Mirall "la diferència és que només la campanya de Dilma està sent investigada mentre que la de Neves ha estat ignorada per la justícia."

### Acceptació del procés d'impeachment
En una "interminable", segons relatava el Periódico de Catalunya, sessió de més de sis hores de durada, la Cambra dels Diputats del Brasil va decidir la matinada del 18 d'abril del 2016 de donar continuïtat a la moció de censura contra la presidenta del país. Per 367 vots a favor i només 137 en contra, l'oposició de la democràcia més gran d'Amèrica Llatina va posar a la corda fluixa la líder del Partit dels Treballadors (PT). Per destituir la presidenta la Cambra dels Diputats del Brasil necessitava dos terços. En cas que s'acceptés, la presidenta havia de passar pel Senat. Llavors els 81 membres de la Cambra alta podrien ratificar la decisió de la Cambra dels Diputats i obrir el procés per destituir Rousseff. Això comportava la suspensió temporal del seu mandat per espai de 180 dies. Una situació que deixaria l'actual vicepresident Michel Temer, del Partit del Moviment Democràtic del Brasil (PMDB), com a president interí durant la celebració dels Jocs Olímpics de Rio de Janeiro que se s'havien de celebrar l'agost del 2016.
No en va, en els últims dies abans de la votació, Rousseff es va referir als líders del PMDB com els "caps de la conspiració" al Brasil, una denúncia compartida pel director de l'Organització dels Estats Americans (OEA), Luis Almagro, que va reconèixer la seva "extrema preocupació" davant la possibilitat que polítics assenyalats per la corrupció poguessin consumar la destitució de la presidenta brasilera. Les teories que apuntaven que Cunha hauria utilitzat el procés per assegurar la congelació de les investigacions en contra seu de l'operació Lava Jato no van parar d'aflorar en les últimes hores després de l'aprovació de l'impeachment. "Que es jutgi una persona que no està imputada, ni investigada, ni acusada demostra que estem en un món en què els paràmetres ètics s'han invertit completament", va voler resumir Luis Almagro per al Periódico de Catalunya. I és que, com va assenyalar el diari nord-americà 'The New York Times', el procés podria acabar amb els més de 13 anys de governs del PT, partit amb un 60% dels seus membres investigats per la justícia.

#### El Tribunal Suprem avala el procés contra Rousseff
El govern va intentar cremar un dels seus últims cartutxos en el seu intent d' impedir el judici contra la presidenta, presentant un recurs per anul·lar part del procés però el Tribunal Suprem va rebutjar la moció per vuit dels magistrats enfront de dos que pretenien acceptar-la. Així, el 15 d'abril del 2016 la situació que es vivia al Brasil, segons que apuntava el diari ARA, començava a ser "d'etapa post-Rousseff". La presidenta es va mantenir ferma i va prometre “un pacte sense guanyadors i vençuts, sense odi ni represàlies”, en cas que pogués salvar els mobles.

### L'impeachment passa a mans del Senat

#### Escenaris després de l'acceptació
Després de l'acceptació de l'impeachment, el procés havia de passar per mans del Senat, segons dicta la constitució. La clau era en veure si la presidenta i el PT aconseguien capgirar les votacions però semblava improbable que els resultats canviessin de manera substancial al Senat. Primer de tot, la cambra alta havia de votar si volia admetre el procés d’impeachment. Si, com semblava a priori, s’assolia la majoria simple necessària, Dilma seria apartada del càrrec temporalment fins a la votació definitiva. Fins a 180 dies podia estar allunyada de la presidència. I, finalment, tot acabaria amb una votació en la qual, si dues terceres parts del Senat votaven a favor, Dilma cauria definitivament. Però la presidència per al vicepresident Michel Temer, membre del partit PMDB, tampoc seria senzilla. També tacat per la corrupció de Petrobras, aquest havia donat suport a Dilma fins que va ser imputat. Si Michel Temer acabés destituït, el càrrec passaria pel president de la Cambra dels Diputats, Eduardo Cunha, responsable de l'impeachment i també investigat per l'afer Petrobras. En cas que aquest caigués, el seient passaria al president del Senat, Renan Calheiros, també investigat per corrupció. Per tot plegat, i segons informava Món 324, una enquesta apuntava que prop del 60% dels brasilers estaven a favor d'avançar les eleccions per superar la crisi a l'abril del 2016.

#### Rousseff abandona la presidència
El 12 de maig del 2016 finalment el Senat brasiler decideix apartar Dilma Rousseff de la presidència. Després d’una jornada maratoniana de votació i debat que va decorre entre l'11 i 12 de maig, els vots van assolir el mínim de quaranta-un senadors necessaris per a fer possible l'impeachment. El judici per les acusacions de manipulació dels comptes i sol·licitud de crèdits sense el permís del parlament es preveia per al mes de desembre del 2016. Mentrestant, com era previst, Michel Temer prenia el relleu, mentre sortien alhora enquestes segons les quals un 70% de brasilers estaria a favor d'avançar eleccions.

### Els Jocs Olímpics de Rio afectats pel procés
Els Jocs Olímpics de Rio de Janeiro que es van celebrar durant l'estiu del 2016, moment en què Dilma Rousseff és apartada del govern, van ser qualificats per la premsa com els "pitjors jocs olímpics de la història" recent degut a diferents raons entre les quals la principal és l'impeachment de Dilma. Això va provocar que la premsa estigués més centrada en explicar els esdeveniments extraesportius que els esportius mateixos. La situació pràcticament de caos que va viure el país degut a la corrupció política i crisi econòmica va acabar afectant la imatge brasilera al món.

#### Virus del Zika
El brot de virus del Zika detectat al 2015 va provocar alarma a tot Amèrica Llatina perquè es va anar estenent fins al 2016 i cap a països europeus. Al febrer, l’ Organització Mundial de la Salut (OMS) va definir “d’emergència global de salut pública” la situació que afectava el Brasil amb el Zika. Es va entrar en pànic. El Comitè Olímpic Internacional no va obrir en cap moment el debat per canviar la seu o retirar a Rio de Janeiro l’honor d’acollir uns Jocs Olímpics, però la cita va quedar esquitxada per la por al contagi dels esportistes.

#### L'impeachment a Dilma
El procés d'impeachment també va tensionar el desig de neutralitat del CIO, que voldria estalviar-se qualsevol incomoditat durant les cerimònies més importants. El problema polític no ha afectat només la imatge internacional, sinó que ha derivat en un caos de lideratge que ha desestabilitzat el projecte olímpic.

#### Fallida econòmica de Rio de Janeiro
A la substitució del càrrec de Dilma al govern, s'hi va afegir la duplicitat en el càrrec de Rio de Janeiro on també hi havia dos governadors: l'electe Luiz Fernando Pezão, que s’estava recuperant d’un càncer limfàtic, i l’interí Francisco Dornelles. El vicepresident va decretar l'estat de calamitat pública només assumir el càrrec, a mitjan juny, i va fer saltar totes les alarmes sobre l'estat real de les finances de l'estat, aleshores arruïnat.

#### Caos organitzatiu
S’han modificat gairebé totes les obres i s’ha fallat en el pla promès. Dels Jocs projectats el 2009 a la realitat actual hi ha moltes diferències. Nou de les deu grans obres previstes en la candidatura olímpica de Rio de Janeiro han sigut modificades perquè estiguessin acabades a temps o dins del pressupost previst. Continua sent una incògnita la xifra del cost total dels Jocs, que han assumit un sobrecost que fa pujar la despesa per sobre dels 11.000 milions d’euros. A més dels estadis, tampoc s’ha complert la promesa de reduir en un 80% els residus i les escombraries de la badia de Guanabara i la platja de Copacabana, on es disputaran les modalitats de vela, rem o triatló. “Vas navegant i vas veient plàstics i tota mena de coses flotant. Fa molta angúnia”, va comentar a l’ARA la Sara López (vela 470). A més, l'estrena de la Vila Olímpica va ser polèmica. La delegació australiana va ser la primera a queixar-se de problemes hidràulics, elèctrics i amb el gas, a més de la brutícia de les instal·lacions. A més, la premsa local va parlar de robatoris en què els lladres s’haurien endut miralls, llums, aixetes, mànecs de les portes i fins i tot les tapes dels vàters. Alguns països van preferir allotjar-se en hotels, i d'altres van pagar un servei extra de neteja. L’organització va haver d’ improvisar un servei addicional per posar-ho tot a punt abans de l’arribada del gruix principal d’ atletes.

#### Rússia és exclosa per dopatge
Només una atleta russa, la saltadora de longitud Dària Klíxina -que vivia i s’entrenava en els Estats Units-, va participar en els Jocs de Rio. I ho va fer sota la bandera olímpica, amb neutralitat, mentre que la resta dels seus compatriotes en van quedar fora per culpa de la sanció que la IAAF, l’Associació Internacional d’Atletisme, va imposar a la Federació Russa d’Atletisme per dopatge.

#### Els Jocs de l'Exclusió
Els Jocs de l'Exclusió és el nom amb què diferents organitzacions i manifestants contraris a la destitució de Dilma Rousseff han batejat la celebració dels Jocs Olímpics a Rio de Janeiro. El motiu és deu a la repressió policial durant les manifestacions que s'han intentat portar a terme durant la celebració del certamen esportiu. Segons pot assegurar la premsa, aquesta manera d'actuar del nou govern després de l'apartament de la presidenta del Brasil, fa presagiar un cert clima de repressió. Per al periòdic digital Directa.cat, el procés de moció contra la presidenta troben paral·lelismes amb l'antiga dictadura militar del país.

## Esdeveniments relacionats

### Escàndol de les mensualitats
El 18 de desembre del 2004 la revista Veja publica un reportatge amb el qual denuncia tràfic de compra de vots entre el 2005 i el 2006 a la Cambra de Diputats. L'anomena escàndol de les mesualitats acaba tot just de començar. Els mesos i anys següents diferents mitjans del Brasil van desvetllant tot una operació de compra de vots que té com a protagonistes els membres govern del president Luiz Inácio Lula da Silva, membres del Popular Socialista (PPS), del Trabalhista Brasileiro (PTB), de República (PR), Socialista Brasileiro (PSB), Republicano Progressista (PRP), i Progressista (PP).

### Reacció internacional

#### Portaveus de països i organitzacions
Evo Morales, president de Bolívia, Nicolàs Maduro, de Veneçuela, alterten d'un cop d'Estat contra Ilma a la premsa. El president uruguià, Tabaré Váquez, es declara contrari al procés contra la presidenta brasilera. Segons el president Barack Obama, el "Brasil té una democràcia madura i aconseguirà superar la crisi i sortir enfortit". Per al secretari general de l'ONU, Ban Ki-moon, el problema brasiler és domèstic, però confessa que és d'importància capdalt per la dimensió del país, fet que qualsevol punt de inestabilitat pot ser perjudicial. La mateixa Dilma Rousseff va mirar d'interpel·lar l'ONU abans que acabessin destituint-la amb l'esperança "que no quedareu passibles davant" del Cop d'Estat. Tot plegat sense gaire èxit.

#### Premsa estrangera
Fins a mitjan d'agost del 2105, la premsa internacional va col·locar-se majoritàriament de forma contrària al procés de moció de censura de Dilma. En aquest sentit, The New York Times, The Financial Times, El país o France Presse van divulgar editorials o notícies contràries a la mesura. El Financial Times opinava, de fet, que si Dilma fos destituïda "seria substituïda probablement per un altre polític mediocre". Per a Frnace Presse l'impeachment a la presidenta col·locava la democràcia del país en risc.
La proposició de col·locar Lula da Sílva en la presidència ha estat criticada per Bloomberg i The New York Times, a més del The Guardian que creu en cas que Dilma no aconseguís restaurar la calma hauria de convocar noves eleccions. Tanmateix, per a The Economist, la destitució de Dilma és vista més aviat com una manera de tornar a zero i començar de nou. De forma general, la premsa parla clarament de procés polític, cop d'Estat polític o judici polític. El digital Directa.cat, per exemple, titulava al mes de març del 2010: "Cop d'Estat encobert del poder judicial i mediàtic al Brasil".

##### Premsa brasilera
Segons pot informar la premsa francesa, els dos grans grups mediàtics que dominen la premsa brasilera, Veja i Globo, tenen molta veure amb el punt de vista que pugui tenir un brasiler sobre l'impeachtment. Els diaris presenten el país molt polaritzat i una premsa força ascètica a partits socialistes, de manera que Lula da Silva és vist amb cert pessimisme. Per exemple, segons comenta Le Monde, O Globo, donà suport al cop d'Estat del 1964 perquè això li permeté un desenvolupament posterior. Així la premsa brasilera seria força reaccionària amb el partit de Dilma. Tanmateix, aquesta anàlisi ha estat criticat. Des del Brasil, mitjans de comunicació consideren que Le Monde ha presentat una realitat parcial, que el mateix diari hauria reconegut.